# August Hahr
August Hahr (29. oktober 1868 i Dingtuna - 21. maj 1947) var en svensk kunsthistoriker.
1900 blev H.
Docent i Kunsthistorie ved Upsala Univ. Skrifter:
»Nederländsk konst« (1898), »P. Krafft, en
gustaviansk målare« (1898), »De svenska kgl.
lustslotten« (1900), »David v. Krafft« (1900),
»Ehrenstrahl« (1905), »Konst och konstnärer ved
M. G. de la Gardies hof« (1905), »Studier i
Johan III’s renaissans« (I, 1907, II, 1910),
»Några nya synspunkten på den äldre grekiska
skulpturens människoframställning« (1908),
»Belgiska bilder« (1911), »Stud. i nord.
renaissancekonst« (I, 1913).
Hahr var 1909—14 Docent i
Kunsthistorie ved Lunds Universitet, blev 1914 atter
Docent i Uppsala, 1917 Professor. Har yderligere
skrevet »Studier i nordisk renässancekonst«
(2 Bind, 1913—15), »Skånska borgar«
(1914—22), »Vasatidens borgar« (1917), »Studier i
Vasatidens konst« (1920) m. v.